# Fun Lovin' Criminals
Fun Lovin' Criminals er en rap rockgruppe fra New York, USA. De er især kendt for hittet "Scooby Snacks" fra 1996, der indeholder flere citater fra Quentin Tarantino-film.

## Diskografi
- Come Find Yourself (1996)
- 100% Colombian (1998)
- Loco (2001)
- Welcome to Poppy's (2003)
- Livin' in the City (2005)
- Classic Fantastic (2010)
- A Matter of Time (2025)